# Menhire du Calvaire de Sion-les-Mines

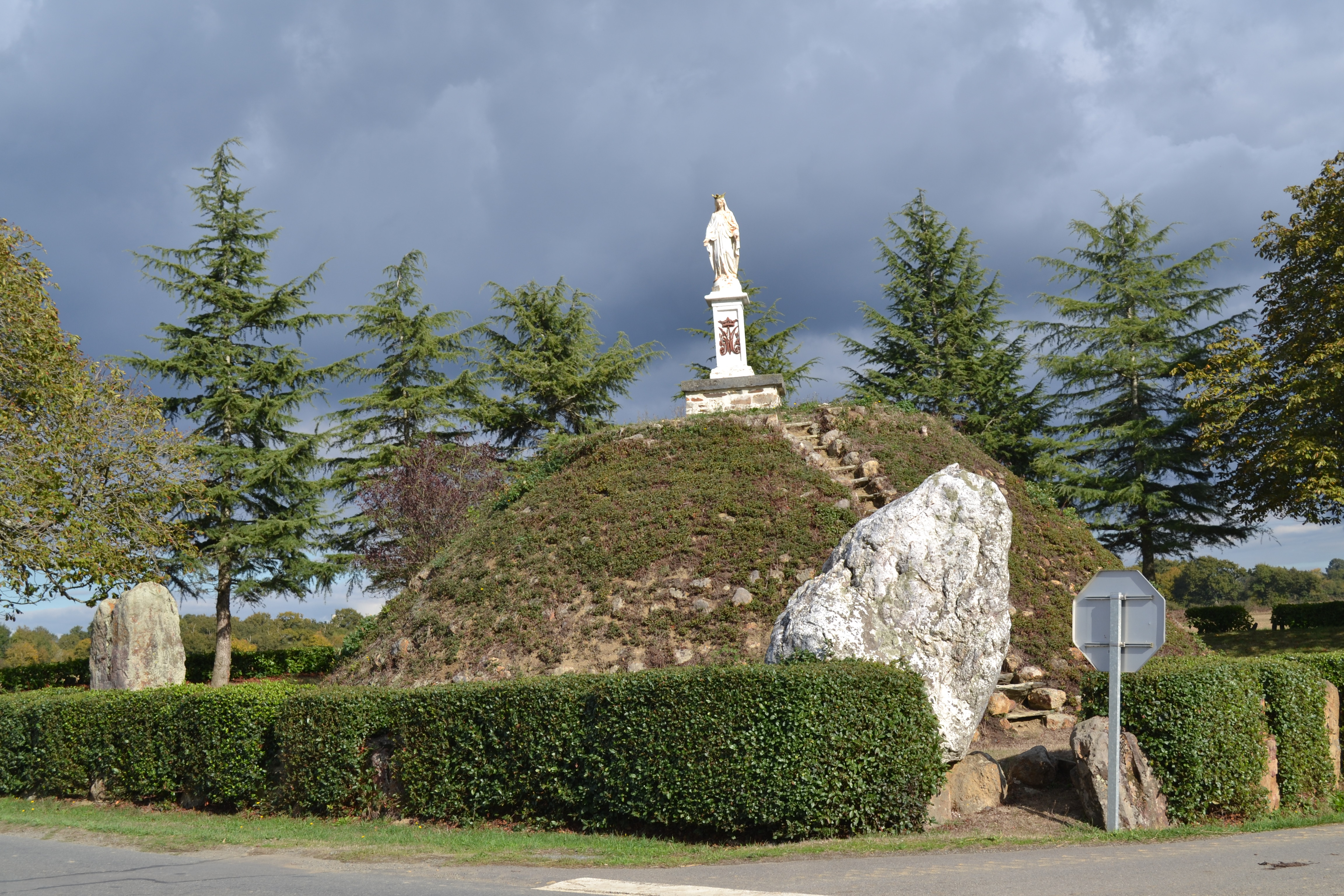
Menhire du Calvaire de Sion-les-Mines

Die Menhire du Calvaire de Sion-les-Mines stehen neben dem Kalvarienberg an der D1 etwa 1,3 km südlich von Sion-les-Mines in Richtung Lusanger im Norden des Département Loire-Atlantique in Frankreich.
Der kuriose Kalvarienberg in Form eines Tumulus wird von zwei Menhiren eingerahmt, darunter dem Menhir de la Grée à Midi aus weißem Quarz, der ursprünglich zu einer Gruppe von vier liegenden Quarzsteinen in der Nähe der Mühle Grée à Midi gehörte. Der birnenförmige, oben spitze Menhir 1 ist etwa 2,5 m hoch, an der Basis 2,0 m breit und 1,5 m dick. 1853 wurde er abtransportiert und in der südwestlichen Ecke der Calvaire de Sion-les-Mines aufgestellt. Der Menhir wurde 1929 als Monument historique eingestuft.
Der zweite Stein stammt von der Allée couverte von Pir-Han (auch Les Mines Pir Han Dolmen genannt).
Der Umzug der Menhire ist eine andere Form der Christianisierung der Megalithen.